# Almaz-Antei
Aktiebolaget NPO "Almaz-Antei" (ryska: Концерн ПВО «Алмаз-Антей») är en rysk koncern inom försvarsindustrin grundat år 2002 genom sammanslagningen av två landets största rustningsföretag innefattande totalt 46 forskningsinstitut, designbyråer och fabriksföretag. Dess högkvarter är beläget i huvudstaden Moskva och enligt SIPRI stod intäkter från vapenförsäljning för 94% av den totala omsättningen år 2008. Särskilt fokus läggs på utveckling och produktion av luftvärnssystem. 

## Historia
Almaz-Antei grundades år 2002 i enlighet med dekret 412 utfärdat av president Vladimir Putin. 6 juni 2003 sköts generaldirektören Igor Klimov ihjäl efter att fastigheter ägda av företaget omfördelats. Samma dag mördades även vicedirektören till ett av Almaz-Anteis dotterföretag. Morden på två andra direktörer till företag i koncernen år 2002 tros också ha haft koppling till samma fastighetsaffär.
År 2007 expanderade koncernen från 46 till över 60 företag.
År 2011 hamnade Almaz-Antei på plats 22 på SIPRI:s lista över världens 100 största vapenproducenter med en försäljningsintäkt på cirka 3,690 miljarder USD.